# Anton Sicharoelidze
Anton Tarieljevitsj Sicharoelidze (Russisch: Антон Тариэльевич Сихарулидзе) (Leningrad, 25 oktober 1976) is een Russisch voormalig kunstschaatser. Sicharoelidze en zijn schaatspartner Jelena Berezjnaja werden, na zilver in 1998, in 2002 olympisch kampioen bij de paren. Ze moesten de gouden medaille echter delen met het Canadese paar Jamie Salé en David Pelletier, nadat een Frans jurylid bekende niet objectief gehandeld te hebben. Sicharoelidze schaatste eerder met Maria Petrova.

## Biografie

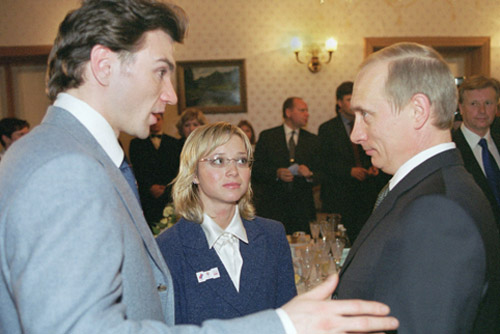
Sicharoelidze en Berezjnaja ontmoeten president Poetin (2002)

Sicharoelidze werd op vijftienjarige leeftijd gevraagd actief te worden in het paarrijden. Met zijn schaatspartner Maria Petrova werd hij in 1994 en 1995 wereldkampioen bij de junioren. Hun beste prestaties bij de senioren waren een vijfde plaats bij de EK en een zesde plek bij de WK. In 1996 beëindigden Petrova en Sicharoelidze hun samenwerking.
Ondertussen maakte Sicharoelidze eind 1995 kennis met kunstschaatsster Jelena Berezjnaja en raakte met haar bevriend. Op 9 januari 1996, vlak voor de Europese kampioenschappen, verwondde haar schaatspartner Oļegs Šļahovs Berezjnaja tijdens een training met zijn schaats. Ze lag weken in het ziekenhuis, was halfzijdig verlamd en kon tijdelijk niet praten. Doktoren twijfelden of ze ooit weer zou kunnen lopen. Sicharoelidze verzorgde haar en ging na haar herstel een samenwerking met haar aan. In maart 1996 zette Berezjnaja met Sicharoelidze weer haar eerste stappen op het ijs, wat in november 1996 gevolgd werd door deelname aan kunstschaatswedstrijden.
Berezjnaja en Sicharoelidze werden in 1997 derde bij de EK en negende bij de WK. Ze werden later tweevoudig Europees (1998, 2001) en wereldkampioen (1998, 1999). In 2000 moesten ze de door hen gewonnen gouden EK-medaille inleveren, nadat Berezjnaja positief getest was op pseudo-efedrine zonder de ISU daarover te informeren. Berezjnaja en Sicharoelidze namen deel aan twee edities van de Olympische Winterspelen: Nagano 1998 en Salt Lake City 2002. In Salt Lake City wonnen ze de gouden olympische medaille. Deze moesten ze na het uitkomen van corruptie onder de juryleden wel delen met het Canadese paar Jamie Salé en David Pelletier. Een Frans jurylid zou niet objectief gehandeld hebben. Vlak erna beëindigden Berezjnaja en Sicharoelidze hun sportieve carrière.
Sicharoelidze had jaren een knipperlichtrelatie met Berezjnaja. Hij was van 2011 tot 2013 gehuwd met Jana Lebedeva. Met zijn huidige partner kreeg hij in 2014 een zoon. Sicharoelidze werd in 2006 politiek actief binnen de partij Verenigd Rusland en werd bij de Russische parlementsverkiezingen 2007 verkozen tot lid van de Staatsdoema.

## Belangrijke resultaten
1992-1996 met Maria Petrova, 1996-2002 met Jelena Berezjnaja
| Kampioenschap           | 92/93  | 93/94 | 94/95  | 95/96 |               | 96/97         | 97/98         | 98/99         | 99/00         | 00/01         | 01/02 |
| ----------------------- | ------ | ----- | ------ | ----- | ------------- | ------------- | ------------- | ------------- | ------------- | ------------- | ----- |
| Olympische Spelen       |        |       |        |       |               | Zilver        |               |               |               | Goud          |       |
| Wereldkampioenschap     |        | 8e    | 6e     |       | 9e            | Goud          | Goud          |               | Zilver        |               |       |
| Europees kampioenschap  |        |       | 6e     | 5e    | Brons         | Goud          | t.z.t.        | diskw. (*)    | Goud          |               |       |
| Grand Prix-finale       |        |       |        |       |               | Goud          | Zilver        | Brons         | Zilver        | Zilver        |       |
| Nationaal kampioenschap |        | 6e    | Zilver | 4e    | Zilver        | Zilver        | Goud          | Goud          | Goud          | Goud          |       |
| WK junioren             | Zilver | Goud  | Goud   |       | geen deelname | geen deelname | geen deelname | geen deelname | geen deelname | geen deelname |       |

(*) de gouden medaille moesten ze inleveren, nadat Berezjnaja positief getest was op pseudo-efedrine zonder de ISU daarover te informeren
1908: Anna Hübler / Heinrich Burger ·
1920: Ludovika Jakobsson / Walter Jakobsson ·
1924: Helene Engelmann / Alfred Berger ·
1928: Andrée Joly / Pierre Brunet ·
1932: Andrée Brunet / Pierre Brunet ·
1936: Maxi Herber / Ernst Baier ·
1948: Micheline Lannoy / Pierre Baugniet ·
1952: Ria Baran / Paul Falk ·
1956: Sissy Schwarz / Kurt Oppelt ·
1960: Barbara Wagner / Robert Paul ·
1964: Ljoedmila Belooesova / Oleg Protopopov ·
1968: Ljoedmila Belooesova / Oleg Protopopov ·
1972: Irina Rodnina / Aleksej Oelanov ·
1976: Irina Rodnina / Aleksandr Zajtsev ·
1980: Irina Rodnina / Aleksandr Zajtsev ·
1984: Jelena Valova / Oleg Vasiljev ·
1988: Jekaterina Gordejeva / Sergej Grinkov ·
1992: Natalja Misjkoetjonok / Artoer Dmitrijev ·
1994: Jekaterina Gordejeva / Sergej Grinkov ·
1998: Oksana Kazakova / Artoer Dmitrijev ·
2002: Jelena Berezjnaja / Anton Sicharoelidze en Jamie Salé / David Pelletier ·
2006: Tatjana Totmjanina / Maksim Marinin ·
2010: Shen Xue / Zhao Hongbo ·
2014: Tatjana Volosozjar / Maksim Trankov ·
2018: Aliona Savchenko / Bruno Massot ·
2022: Sui Wenjing / Han Cong